# Barros Arana
Barros Arana es una localidad chilena perteneciente a la Comuna de Teodoro Schmidt, provincia de Cautín, región de la Araucanía. Esta localidad nació el año 1946 con la construcción del Ramal del Ferrocarril Freire-Toltén. Su nombre rinde homenaje al historiador Diego Barros Arana.

## Ubicación
Está ubicada  a 54 km de la ciudad de Temuco (capital regional),a 70 km de Puerto Saavedra, a 54 km de Chol-Chol,a 51 km de Carahue,  a 50 km de Labranza, a 46 km de Puerto Domínguez, a 41 km de Nueva Tolten, a 28 de la ciudad de Freire, a 37 km de Quepe, a 28 km de Villa Almagro, 32 km de Nueva Imperial, a 30 km de Hualpin y a 15 km de Teodoro Schmidt, la capital comunal, y sus coordenadas son 38° 58´ Lat. Sur; 72° 44´ Long. Oeste.

## Población
Tiene aproximadamente 2000 habitantes. Es el pueblo más pequeño de la comuna de Teodoro Schmidt.
Barros Arana tiene una ubicación estratégica al ser la puerta de entrada del sector costero y de la comuna de Teodoro Schmidt.             Cuenta con un camino asfaltado que une a  a las localidades de  Freire- Toltén y en Barros Arana se divide en dos, una calle de alta velocidad para los camiones de carga y otra que ingresa en la calle 3 Oriente para ingresar a la calle principal 2 Sur y volver a unirse a la salida del pueblo.
Cuenta con un Camino Asfaltado a Nueva Imperial ruta S-488 y S-467.
Las calles no cuentan con  nombres  de personalidades históricas del país, la única excepción es la antigua calle donde transitaba el tren, hoy llamada calle Inés de Suárez. Los nombres de las calles de norte a sur son: calle 2 Norte, calle 1 Norte, calle 1 Sur, calle 2 Sur, Inés de Suárez y calle 4 Sur. Las calles restantes: 4 Oriente, 3 Oriente, 2 Oriente, 1 Oriente, 1 Poniente, 2 Poniente, 3 Poniente y 4 Poniente. Dos Villas ubicadas en el sector nororiente camino a Mallohue.   
Cuenta con Transporte Público hacia Nueva Tolten , Temuco e Intermedios,Buses García y Nar Bus.
Cuenta con Transporte Público, Solo Lunes, Miércoles y Viernes hacia Nueva Imperial e Intermedios,Buses J y J.     
Cuenta con todos los servicios básicos: Centro Comunitario de Salud Familiar (CECOSF), Carabineros, Bomberos, Biblioteca Pública Municipal, un colegio de Enseñanza Básica Particular y un Liceo Público Barros Arana que imparte clases en la especialidad de técnico en enfermería, Correo, Jardín Infantil y Sala Cuna (INTEGRA).

## Economía
Barros Arana vive principalmente de la agricultura, siendo la producción de papas, la principal fuente de ingresos  y  en segundo lugar está la producción de trigo, avena y ganadería en la que se destaca la cría de bovinos, ovinos y porcinos.

## Turismo
La Biblioteca de Barros Arana, antigua casa estación de ferrocarril es la infraestructura más antigua del pueblo, y su centro cultural emergente.                                                            El Río Toltén (Toltén significa ruido en mapudungun),  nace en la desembocadura del lago Villarrica y recorre la mayor parte de la Comuna de Teodoro Schmidt.  
Es el límite natural (sur) que nos separa de las comunas de Pitrufquén y Toltén.
En este río hay balsas de madera, que sirven de comunicación entre ribera y ribera.
Se realiza la pesca deportiva durante la mayor parte del año y  se destaca por la pesca del salmón y la trucha.                                                                                                 